# Wassily Leontief
Wassily Leontief (* 5. August 1905 in München; † 5. Februar 1999 in New York; ursprünglich russisch Василий Васильевич Леонтьев Wassili Wassiljewitsch Leontjew) war ein russisch-amerikanischer Wirtschaftswissenschaftler und Nobelpreisträger.

## Biografie

### Werdegang
Wassily Leontief wurde 1905 in München geboren und wuchs in St. Petersburg auf, wo sein Vater Professor für Wirtschaftswissenschaften war. 1921 begann er sein Studium der Philosophie und Soziologie, später auch der Ökonomie, an der Universität Leningrad.
Leontief fühlte sich politisch zu den sozialdemokratischen Menschewiki hingezogen und kritisierte offen die kommunistischen Bolschewiki, wofür er sogar für kurze Zeit im Gefängnis saß. Diese Zeit bezeichnete er selbst als „gute Schule“; sie soll auch seine wissenschaftliche Arbeit beeinflusst haben.
Später studierte Leontief auch Wirtschaftswissenschaften und machte 1924 seinen Abschluss. 1925 reiste er nach Deutschland und war von 1927 bis 1928 Assistent am Institut für Weltwirtschaft in Kiel. Seine Dissertation schrieb er in Berlin bei Werner Sombart, einem deutschen Ökonomen. Diese erschien 1928 unter dem Titel Die Wirtschaft als Kreislauf. Die zentrale Idee seiner Arbeit war, alle Güterströme einer Gesellschaft in einem mathematischen Modell abzubilden.
1931 wanderte Leontief in die Vereinigten Staaten aus. An der Harvard-Universität in Cambridge (Massachusetts) begann er seine Arbeiten an einer allgemeinen Gleichgewichtstheorie. Bisher wurden von Ökonomen nur einzelne Teile der Wirtschaft beleuchtet, zum Beispiel wie sich die Veränderung eines bestimmten Kapitaleinsatzes auf den Umfang einer bestimmten Produktion auswirkt. In Leontiefs Gleichgewichtstheorie hingegen wurde untersucht, was sich in der gesamten Volkswirtschaft in einem solchen Fall abspielt. Dabei erfasste er die Lieferbeziehungen zwischen unterschiedlichen Industrien in großen Input-Output-Tabellen. 1936 erschien sein erster Aufsatz über die Input-Output-Analyse.
1941 erschien sein Buch The Structure of American Economy, 1919–1929, das aufgrund der neuen Form der Darstellung ökonomischer Zusammenhänge berühmt wurde. Seine Methode lieferte eine exakte Beschreibung der Wirtschaftsstruktur und erlaubte sogar Vorhersagen über die Auswirkungen wirtschaftspolitischer Eingriffe in diese Struktur.
Erst 1946 wurde Leontief zum Professor ernannt. Im Jahr 1970 stand er der American Economic Association als gewählter Präsident vor.
Wassily Leontief starb 1999 in New York.

### Geburtsdaten
Die Geburtsdaten von Leontief waren lange Zeit unklar. Er selbst nahm in seiner Autobiografie an, am 5. August 1906 geboren zu sein. In späten Jahren fand er jedoch heraus, dass er schon 1905 geboren worden war. Seine Angehörigen konnten später seine Geburtsurkunde erhalten, die als Geburtsort München ausweist und als Geburtsdatum den 5. August 1905. Die Nobelstiftung verwendet jedoch nach wie vor die Daten, die zum Zeitpunkt der Preisvergabe bekannt waren.

## Forschung
Leontief entwickelte ein Modell zur Input-Output-Analyse, für dessen Ausarbeitung und Anwendung bei wichtigen wirtschaftlichen Problemen er 1973 den Nobelpreis erhielt. Im Rahmen seiner Input-Output-Studien entdeckte er 1953, dass die USA hauptsächlich Güter exportieren, die arbeitsintensiv hergestellt werden. Dies widersprach dem Heckscher-Ohlin-Theorem, aus dem gefolgert wurde, dass die USA als kapitalreiches Land Güter mit hohem Kapitalgehalt exportieren. Dieses sogenannte Leontief-Paradoxon wurde erst in den sechziger Jahren aufgelöst.
Nach Leontief ist die Leontief-Produktionsfunktion benannt. Er soll weiterhin das Paradies-Paradoxon formuliert haben und verbesserte wie auch Abba P. Lerner die Berechnungen Wilhelm Launhardts zum Terms-of-Trade-Effekt.

## Mitgliedschaft
1942 wurde Leontief in die American Academy of Arts and Sciences gewählt, 1951 in die American Philosophical Society, 1970 in die British Academy und 1974 in die National Academy of Sciences. Im Dezember 1988 wurde er als auswärtiges Mitglied in die damalige Akademie der Wissenschaften der UdSSR aufgenommen.

## Leontief-Preis
Zu seinen Ehren wird der nach ihm benannte Wirtschaftswissenschaftenspreis, der Leontief-Preis, seit 2000 von der Tufts University verliehen. Preisträger sind unter anderem die Wirtschaftsnobelpreisträger Daniel Kahneman und Angus Deaton.
In Russland werden verschiedene Leontief-Medaillen für Arbeiten auf dem Gebiet der Wirtschaftswissenschaft vergeben.

## Ehrungen
- 1970: Bernhard-Harms-Preis des Instituts für Weltwirtschaft Kiel[11]
- 1973 Alfred-Nobel-Gedächtnispreis für Wirtschaftswissenschaften.